# Katrin Hansmeier
Katrin Hansmeier (* 1978 in Berlin) ist eine deutsche Schauspielerin.

## Leben
Katrin Hansmeier wurde von 1998 bis 2002 an der Hochschule für Musik und Theater Hamburg ausgebildet. Danach war sie Ensemblemitglied am Volkstheater Rostock. Seit den 2010er Jahren ist Film und Fernsehen ihr Schwerpunkt. So spielte sie in Filmen wie Lou Andreas-Salomé (2016) oder Der Geburtstag (2019) sowie verschiedenen Tatort-Episoden.
Seit 2007 ist sie Trainerin beim Deutschen Institut für Humor.

## Filmografie (Auswahl)
- 2001: Bella Martha
- 2009, 2021: SOKO Wismar (Fernsehserie, 2 Folgen)
- 2010: Das letzte Schweigen
- 2013: Tatort: Machtlos
- 2013: Du bist dran
- 2013: Tatort: Gegen den Kopf
- 2014: Tatort: Großer schwarzer Vogel
- 2016: Schubert in Love
- 2016: Lou Andreas-Salomé
- 2018: Tatort: KI
- 2019: Der Geburtstag
- 2020: In aller Freundschaft – Die jungen Ärzte (Fernsehserie, eine Folge)
- 2021: Die unheimliche Leichtigkeit der Revolution
- 2021: Theresa Wolff – Home Sweet Home
- 2022: In aller Freundschaft (Fernsehserie, Folge Aus der Bahn geworfen)
- 2022: Der Usedom-Krimi: Gute Nachrichten
- 2022: Wolfsland: Das dreckige Dutzend
- 2024: Polizeiruf 110: Der Dicke liebt
- 2024: Theresa Wolff – Lost
- 2025: WaPo Elbe (Fernsehserie, Folge Tödliches Klima)
- 2025: Tatort: Herz der Dunkelheit